# 군중과 권력
군중과 권력(Crowds and Power, 독일어: Masse und Macht)은 엘리아스 카네티가 1960년에 쓴 책으로 군중이 집단적으로 모였을 때 그들이 권력의 명령에 어떻게, 왜  순종하는가를 분석하였다.  이 책은 독일어 원본으로 1962년에 영어로 번역되었으며, 2010년에 한국어로 번역되었다.

## 주요 내용
이 책은 군중의 여러 형태를 분류하고 설명하며, 군중이 어떻게 권력과 관련이 있는지를 밝혀내었다.
군중의 중요한 특징은 다음과 같다.
1. 군중은 언제나 성장하기를 원한다. 군중은생겨나는 순간 항상 더 많은 사람들이 가세되길 원한다.
2. 군중의 내부에는 평등이 지배하지만, 평등으로 벗어난 것에는 관심이 없다.
3. 군중은 밀집되어 있고 싶어한다.  아무도 군중을 갈라 놓을 수 없다.
4. 군중은 하나의 방향으로 움직이며, 동적이다.